# Chunga's Revenge
Chunga's Revenge — музичний альбом  Френка Заппи. Виданий 23 жовтня 1970 року лейблом Bizarre/Reprise. Загальна тривалість композицій становить 40:22. Альбом строкатий за представленими стилями, і поєднує як елементи попси — «Tell Me You Love Me», «Sharleena», так і джазу — «Twenty Small Cigars».

## Список пісень
Всі твори написав Френк Заппа.
| LP 1. «Transylvania Boogie» — 5:01 2. «Road Ladies» — 4:11 3. «Twenty Small Cigars» — 2:17 4. «The Nancy & Mary Music» — 9:30 1. part 1 — 2:42 2. part 2 — 4:11 3. part 3 — 2:37 1. «Tell Me You Love Me» — 2:43 2. «Would You Go All the Way?» — 2:30 3. «Chunga's Revenge» — 6:16 4. «The Clap» — 1:24 5. «Rudy Wants to Buy Yez a Drink» — 2:45 6. «Sharleena» — 4:07 | CD 1. «Transylvania Boogie» — 5:01 2. «Road Ladies» — 4:10 3. «Twenty Small Cigars» — 2:17 4. «The Nancy and Mary Music» — 9:27 5. «Tell Me You Love Me» — 2:33 6. «Would You Go All the Way?» — 2:29 7. «Chunga's Revenge» — 6:15 8. «The Clap» — 1:23 9. «Rudy Wants to Buy Yez a Drink» — 2:44 10. «Sharleena» — 4:04 |

## Позиція на хіт-парадах
| Rok  | Хіт-парад              | Позиція |
| ---- | ---------------------- | ------- |
| 1970 | Pop Albums (Billboard) | 119     |